# Тюль-Кампань-Сюд
Тюль-Кампа́нь-Сюд (фр. Tulle-Campagne-Sud) — кантон во Франции, находится в регионе Лимузен, департамент Коррез. Входит в состав округа Тюль.
Код INSEE кантона — 1936. Всего в кантон Тюль-Кампань-Сюд входят 14 коммун, из них главной коммуной является Тюль.

## Коммуны кантона
| Коммуна                | Население, чел. (2007) | Почтовый индекс | Код INSEE |
| ---------------------- | ---------------------- | --------------- | --------- |
| Жимель-ле-Каскад       | 700                    | 19800           | 19085     |
| Корний                 | 1 393                  | 19150           | 19061     |
| Лагард-Анваль          | 744                    | 19150           | 19098     |
| Лаген                  | 1 469                  | 19150           | 19101     |
| Ладиньяк-сюр-Рондель   | 441                    | 19150           | 19096     |
| Лез-Англь-сюр-Коррез   | 102                    | 19000           | 19009     |
| Ле-Шастан              | 330                    | 19190           | 19048     |
| Марк-ла-Тур            | 158                    | 19150           | 19127     |
| Пандринь               | 170                    | 19150           | 19158     |
| Сен-Бонне-Авалуз       | 206                    | 19150           | 19185     |
| Сен-Марсьяль-де-Жимель | 495                    | 19150           | 19220     |
| Сен-Приест-де-Жимель   | 463                    | 19800           | 19236     |
| Сент-Фортюнад          | 1 762                  | 19490           | 19203     |
| Шанак-ле-Мин           | 509                    | 19150           | 19041     |

## Население
Население кантона на 2007 год составляло 8 942 человека.
| 1962  | 1968  | 1975  | 1982  | 1990  | 1999  | 2006  | 2007  |
| ----- | ----- | ----- | ----- | ----- | ----- | ----- | ----- |
| 7 760 | 7 908 | 7 899 | 8 367 | 8 681 | 8 641 | 8 905 | 8 942 |